# 二氢辣椒素
二氢辣椒素（Dihydrocapsaicin）又名二氢辣椒碱，是辣椒中含有的辣椒素类物质之一。跟辣椒素一样亦有刺激性。辣椒中的辣椒素类物质中，二氢辣椒素占约22%的比例。二氢辣椒素的辣味类似辣椒素，但稍有不同（史高维尔指标：15 000 000）。纯的二氢辣椒素是亲脂性的无色无味结晶或蜡状物质。可溶于二甲基亚砜及100%的乙醇。

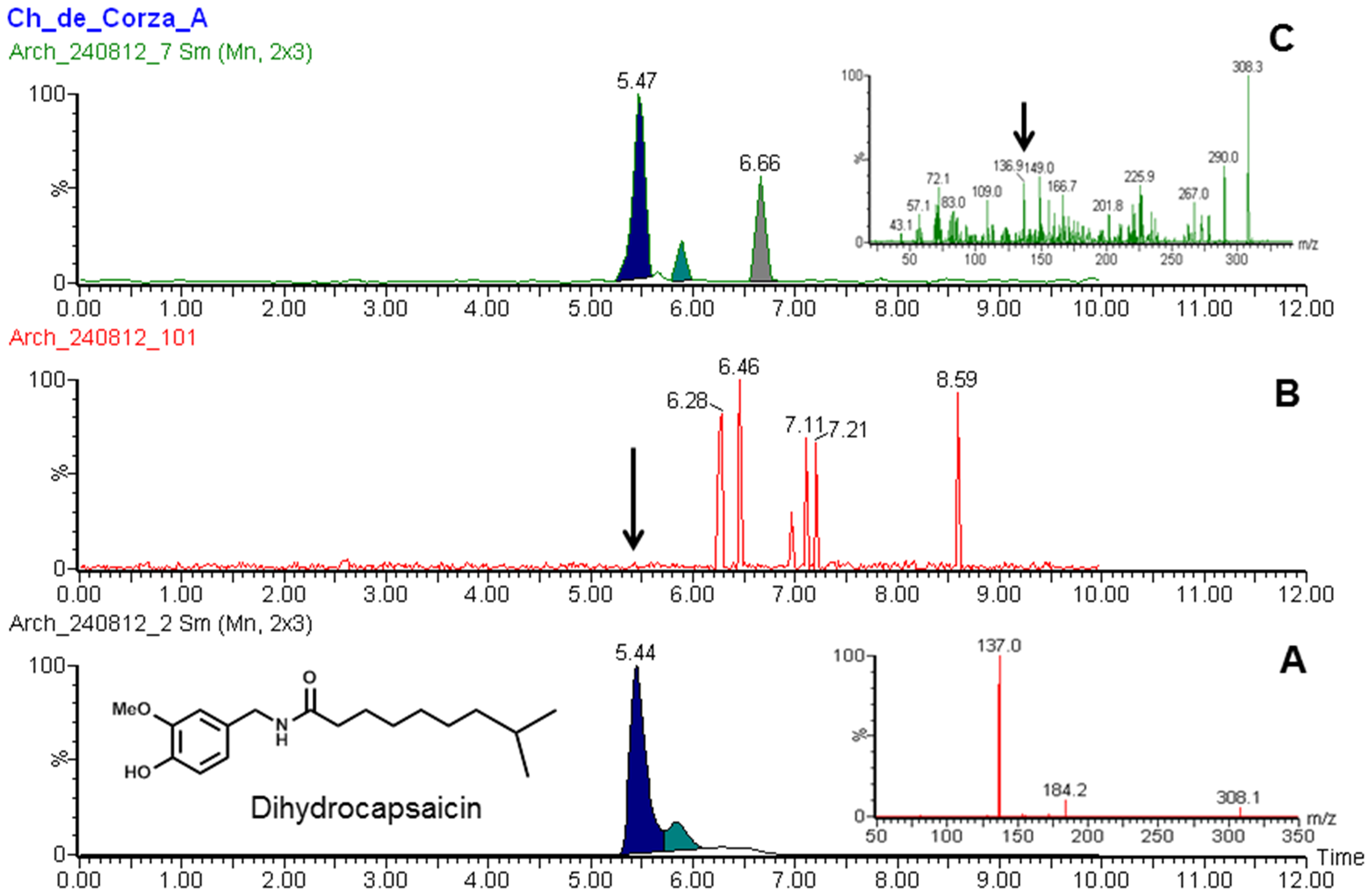
二氢辣椒素（样品A）的超高效液相色谱-质谱联用，而样品B则表明该混合物发现于西班牙殖民前的墨西哥陶器上